# 6時半です おはようコンちゃん!
6時半です おはようコンちゃん!（ろくじはんです おはようこんちゃん!）は、1979年4月4日から1982年4月2日まで毎日放送（現在のMBSラジオ）で放送されていた生ワイド番組。当時毎日放送のアナウンサーだった近藤光史（現在は昭和プロダクション所属のフリーアナウンサー・ラジオパーソナリティ）による冠番組の1つで、タイトルのコンちゃんも近藤の愛称に由来している。

## 放送時間
- 毎週月曜日 - 金曜日 6:30 - 7:35（JST）

## 出演者
- パーソナリティ
  - 近藤光史（放送期間中は毎日放送アナウンサー）
    - 当番組での活動が高く評価されて、番組最終盤の1981年度には、アノンシスト賞（毎日放送を初めとするJNN・JRN加盟局から優秀なアナウンサーを1976年度から毎年表彰している制度）のラジオ番組部門で優秀賞を受賞した[3]。
- アシスタント
  - 三島栄美子
  - 寺嶋千恵子（1981年1月1日から）
  - 豊島美雪（1981年8月3日から）
    - 毎日放送では、後番組（『おはようMBS』→『おはよう川村龍一です』）でも、1985年10月から2020年10月に終了するまで担当。後に、『朝いちばん!豊島美雪です』のパーソナリティを単独で務めた。

## コーナー
- 今朝の焦点～毎日ニュース～（ニッポン放送の制作による『お早うネットワーク』の企画ネット版）
- お天気のお知らせ（天気予報）
- ナウNOWミニ辞典（NRN加盟各局の企画ネット番組）
- 世界のマーチ（TBS制作の箱番組）
- 朝の歳時記（CBC制作の箱番組）
- 今朝の主役
- みんなの町からおはようさん
- コンちゃんの今日もハッピー
- 何でもプレゼント
（1981年当時。リスナーは欲しい品物をはがきに書いて応募する。その応募者の中から抽選で毎週1名に当選品として「ウォークマンⅡ」が贈られた[4]。）
- 曲のリクエストも随時受け付けており、リクエスト採用者から抽選で毎日1名に「おはようバッグ」、週間プレゼントとして毎週1名か2名に番組特製目覚まし時計が贈られた[4]。